# Komáromy József (muzeológus)
Komáromy József (Jászberény, 1901. május 21. – Budapest, 1973. október 26.) helytörténész, múzeumigazgató.

## Életpályája
Iparművészeti Főiskolát végzett, képesítése szakképzett nyomdász és grafikus. Szülővárosában, Jászberényben tisztviselő lett, munka mellett elvégezte a kolozsvári egyetemen az állam és jogtudományi szakot is.
1929–1930 között ő szerkesztette a Jászság című folyóiratot, sok helytörténeti cikke jelent meg a Jász Hírlap-ban. 1945–1950 közötti években Budapesten dolgozott különböző kulturális intézményekben. 1950. szeptember 16-tól 1951. január 8-ig a múzeum igazgatója volt. 1951 őszétől a kecskeméti múzeumban dolgozott. 1953-tól a miskolci Herman Ottó Múzeum vezetője, illetve nyugdíjba vonulásáig a Borsod Megyei Múzeumi Szervezetek megyei múzeumigazgatója volt. Szerkesztetője volt 1957–1969 között a Herman Ottó Múzeum évkönyvének.

### Munkássága
Működése alatt elsősorban a helytörténeti gyűjteményt gyarapította. Rövid igazgatósága alatt kerül a múzeumba Pazár Zoltánnak, a Jászberényi Tanítóképző Intézet tanárának numizmatikai gyűjteménye, valamint a Néprajzi Múzeumból a millenniumi jász ház bútoranyaga. Ő tett javaslatot a múzeum nevére is, és végül a Jász Múzeum nevet fogadták el. Több tanulmánya könyv alakban is megjelent. Helytörténeti tanulmányait és kutatási eredményeit sok kutató ma is hasznosan tudja forgatni. Könyvtárát a Jász Múzeumnak adományozta.
Sírhelye a jászberényi Fehértói temetőben található.

## Emlékezete
Jászberény város önkormányzata 2012-ben díjat alapított az emlékére, Jászberény Város Komáromy József sajtódíj.